# Liu Guoliang
Liu Guoliang (劉 國梁S; Xinxiang, 10 gennaio 1976) è un tennistavolista, allenatore di tennistavolo e dirigente sportivo cinese, è considerato uno dei più grandi giocatori e dei più grandi allenatori di tutti i tempi.
Campione olimpico in singolare e in doppio ai Giochi di Atlanta 1996, ha vinto la medaglia d'oro in singolare anche alla Coppa del mondo del 1996 e al Campionato mondiale del 1999. Tra il 2003 e il 2017 ha ottenuto grandi successi anche alla guida della nazionale maschile cinese e nel 2018 è stato eletto presidente della Federazione tennistavolo cinese.

## Carriera

### Giocatore
Si mette in luce per la prima volta a livello internazionale ai Campionati asiatici del 1992 a Nuova Delhi conquistando la medaglia d'oro in doppio misto e nel torneo a squadre. L'anno successivo partecipa per la prima volta ai Campionati mondiali a Göteborg e si aggiudica la medaglia d'argento a squadre e quella di bronzo nel doppio maschile. In quella stagione vince il singolare e il doppio al Finlandia Open e il doppio all'Austrian Open e allo Swedish Open.  Nel 1994 fa parte della squadra cinese che trionfa nella Coppa del mondo a Nîmes e vince di nuovo due medaglie d'oro ai Campionati asiatici. Ai Campionati mondiali di Tianjin del 1995 vince l'oro a squadre, l'argento in singolare e il bronzo in doppio.
È grande protagonista alle Olimpiadi di Atlanta 1996, dove vince la medaglia d'oro in singolare con il successo in finale su Wang Tao e trionfa anche in doppio in coppia con Kong Linghui. La stagione lo vede vincitore anche in singolare alla Coppa del mondo, di nuovo a Nîmes, e in doppio ai Campionati asiatici e al China Open. L'anno seguente vince le medaglie d'oro ai Campionati mondiali di Manchester in doppio, doppio misto e a squadre; si impone inoltre in due tappe in singolare e due tappe in doppio dell'ITTF World Tour e a fine stagione vince il doppio alle ITTF World Tour Grand Finals di Hong Kong. Nel 1998 vince due tornei ITTF in singolare e due in doppio, due medaglie d'oro ai Giochi asiatici, mentre alle Grand Finals si deve accontentare di un argento in singolare e di un bronzo in doppio. Vince il suo unico oro in carriera in singolare ai Campionati mondiali nell'edizione di Eindhoven 1999, sconfiggendo in finale Ma Lin; conquista l'oro anche in doppio, di nuovo con Kong Linghui. Altri successi di quella stagione arrivano al German Open in singolare e all'Austrian Open in doppio.
Nel 2010 vince l'argento in doppio assieme a Kong alle Olimpiadi di Sydney, mentre in singolare perde la semifinale con Jörgen Persson e si aggiudica il bronzo. Ai mondiali di Kuala Lumpur è argento nel torneo a squadre, mentre nell'ITTF World Tour vince in stagione un torneo di singolare e tre di doppio. Quell'anno vince anche per la prima volta un'importante competizione per club aggiudicandosi il campionato austriaco con l'SVS Niederösterreich, con il quale arriva secondo in Champions League. Nel 2001 vince in doppio al Korea Open il suo ultimo torneo ITTF e il campionato cinese per club con il Bayi Dashang TTC. Al suo ultimo impegno in carriera, vince l'oro a squadre, l'argento in doppio e il bronzo in doppio misto ai mondiali di Osaka, dopo i quali annuncia il suo ritiro dall'agonismo a soli 25 anni.

### Allenatore
Dal 2003 al 2017 è stato il nuovo allenatore della nazionale cinese maschile, che sotto la sua guida dominerà le competizioni internazionali. Liu in questo periodo diventa il coach della disciplina che ha vinto di più al mondo. Nonostante i grandi risultati raggiunti viene rimosso dall'incarico nel 2017, coinvolto nello scandalo relativo ai debiti di gioco del suo ex compagno di doppio Kong Linghui, che era diventato l'allenatore della nazionale femminile.

### Dirigente sportivo
Nel 2019 viene eletto presidente della Federazione cinese tennistavolo (CTTA).
Nel 2025 rassegna le proprie dimissioni ed è sostituito da Wang Liqin.

## Nei Media
È uno dei personaggi del film del 2023 Ping Pong - Il ritorno. Storia incentrata nel periodo dal 1990 al 1995 in cui la nazionale cinese perse e riconquistò la leadership mondiale.